# Jurevklosteret
 Der er for få eller ingen kildehenvisninger i denne artikel, hvilket er et problem. Du kan hjælpe ved at angive troværdige kilder til de påstande, som fremføres i artiklen.

Jurevklosteret (russisk: Юрьев монастырь, tr. Jurev monastyr; eller russisk: Юрьев-Георгиевский монастырь, tr. Jurev-Georgijevskij monastyr, dansk: Jurev-Georgeklosteret) er et russisk-ortodoks kloster i nærheden af Velikij Novgorod i Rusland. Det er en af de ældste klostre i Kijevriget. Jurevklosteret blev optaget på UNESCOs Verdensarvsliste i 1992 sammen med den gamle bydel i Velikij Novgorod.
Klosteret blev grundlagt i 1030 af Jaroslav 1. af Kijev (døbt: George). Klosteret omtales første gang skriftligt i 1119.
Klosteret består bl.a. af:
- St. George-katedralen (opført 1119-1130)
- Ophøjelse katedralen (1823)
- Forløser katedral (1823-1824)
- Ærkeenglen Michaels Kirke (1763)
- Tårnet (1838)